# Soufrière (St. Vincent)

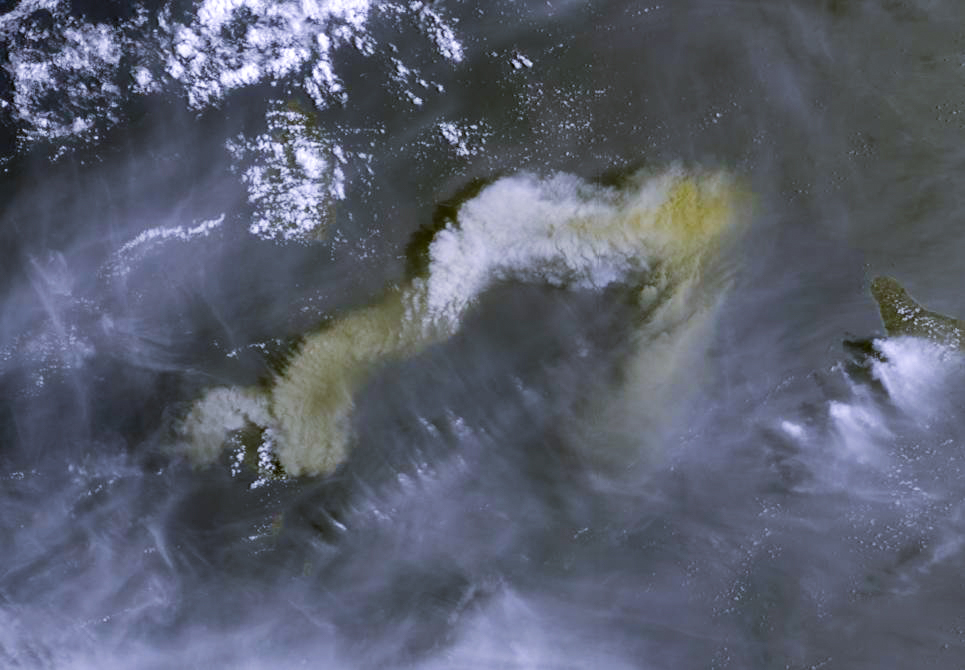
Eruptionsfahne aus vulkanischer Asche nach der explosiven Eruption des La Soufrière (St. Vincent) am 9. April 2021, aufgenommen von dem Erdbeobachtungssatelliten Sentinel-3B

Der Soufrière ist ein aktiver Stratovulkan auf der Karibikinsel St. Vincent in den zu den Westindischen Inseln gehörenden Kleinen Antillen. Er überragt mit einer Gipfelhöhe von 1220 m den nördlichen Inselteil und ist der höchste Berg des Staats St. Vincent und die Grenadinen.

## Eruptionen

### Frühe Ausbrüche
Die erste historisch dokumentierte Eruption ereignete sich 1718, weitere Ausbrüche folgten 1812 und 1814. Am 7. Mai 1902 starben bei einem Ausbruch ungefähr 1600 Menschen. Dieser Eruption folgte am darauffolgenden Tag ein verheerender Ausbruch des Vulkans Montagne Pelée auf der nahe gelegenen Insel Martinique.

### Ausbruch 1979
Der vorletzte, von großen pyroklastischen Strömen und gewaltigen Aschewolken begleitete Ausbruch ereignete sich im April 1979. Mehr als 17.000 Menschen mussten aus dem Nordteil der Insel in sichere Gebiete evakuiert werden. Der Kratersee mit der darin befindlichen Insel, die 1971 als Lavadom entstanden war, wurde bei dieser Eruption zerstört. Anschließend bildete sich ein neuer Lavadom.

### Ausbruch 2020/2021
Die jüngste Ausbruchsphase begann Ende 2020 mit dem Wachstum eines neuen Lavadoms. Am 8. April 2021 veranlassten die Anzeichen einer bevorstehenden Eruption die Regierung zur Anordnung der Evakuierung der Gefahrenzone im Norden der Insel. Mehr als 20.000 Menschen aus 30 Dörfern mussten in Sicherheit gebracht werden; sie wurden unter anderem in 85 Notunterkünften aufgenommen, außerdem von zwei Kreuzfahrtschiffen. Am Morgen des 9. April begann eine Serie explosiver Eruptionen, bei denen der Vulkan bis zu 16 km hohe Eruptionssäulen ausstieß. Ascheregen behinderte die fortdauernde Evakuierung. Der internationale Flughafen von St. Vincent wurde geschlossen.
Die explosive Phase hielt bis zum 22. April an. In den folgenden Monaten schwächte sich die Aktivität des Vulkans ab, sodass die Evakuierungen bis September 2021 stufenweise beendet werden konnten. Ab Februar 2023 konnte der Berg wieder gefahrlos auf einem guten Pfad von Georgetown aus erwandert werden.